# Sweetback
Sweetback ist eine britische Band. Sie besteht aus drei Mitgliedern der Band von Sade; Stuart Matthewman (Gitarre, Saxophon), Paul Spencer Denman (Bass) und Andrew Hale (Keyboards). 

## Karriere
Sweetback wurde als Nebenprojekt gegründet, als Sade Adu nach der Love-Deluxe-Tour 1994 eine mehrjährige Pause einlegte. Die Bandmitglieder lebten zu dieser Zeit an verschiedenen Orten: Matthewman in New York City, wo er ein Musikstudio betrieb und unter dem Namen Cottonbelly produzierte, Hale in London und Denman in Los Angeles. Die Songs für ihr Debütalbum wurden gemeinsam erarbeitet und verschiedene Arbeitsversionen als Digital Audio Tape ausgetauscht. Es erschien im Oktober 1996 unter dem Titel Sweetback bei Epic Records, ausgekoppelt wurden die Singles You Will Rise und Au Natural. Im Juni 2004 wurde das zweite Album Stage 2 veröffentlicht, die Singles daraus waren Lover und Things You'll Never Know.
Die Bandmitglieder bezeichneten ihren Musikstil als „Global Soul Music“, Rezensenten sehen in ihm eine Mischung aus Ambient, Trip-Hop, Soul und Jazz. Auf den Alben finden sich neben Instrumental- auch Vokalstücke, für die verschiedene Gastsänger verpflichtet wurden. Auf dem ersten Album singen Amel Larrieux, Bahamadia, Maxwell und Leroy Osbourne, auf dem zweiten Album Aya und Chocolate Genius.

## Diskografie

### Studioalben
- 1996: Sweetback
- 2004: Stage 2

### Singles
- 1997: You Will Rise
- 1997: Au Natural
- 2004: Lover
- 2004: Things You'll Never Know